# Parazonium
Parazonium (z gr. παραζώνιον od παραζώνη – pas) – rodzaj ozdobnego sztyletu rzymskiego służącego głównie celom reprezentacyjnym i ceremonialnym.

## Opis
W przeciwieństwie do wojskowego sztyletu bojowego (pugio), charakteryzował się znaczną długością (37-57 cm), szerszą bądź zwężoną klingą mierzącą przynajmniej ok. 25 cm długości oraz uchwytem w postaci wykonanej często artystycznie rękojeści – z zakończeniem (głowicą) w kształcie głowy zwierzęcej (lwa lub częściej orła). Niekiedy wyglądem przypominał późnośredniowieczny sztylet szwajcarski (tzw. Schweizerdegen, Schweizerdolch), zazwyczaj jednak, mając płaski brzeszczot, był typową bronią sieczno-kłującą.

## Zastosowanie

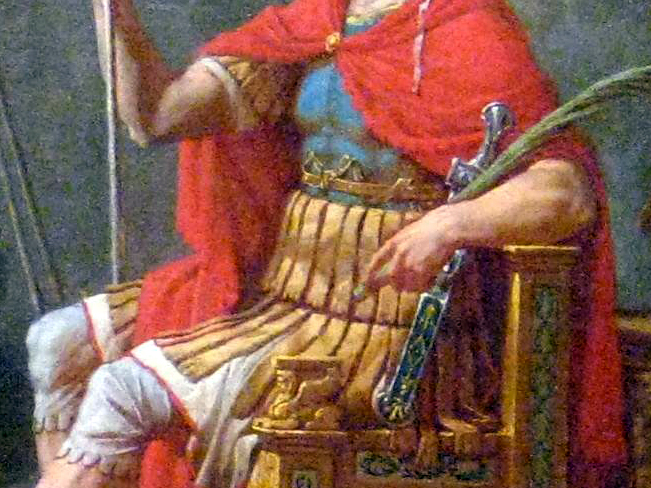
Parazonium w ręku rzymskiego wodza (fragment obrazu A. Verneta Triumf Emiliusza Paulusa, 1789)

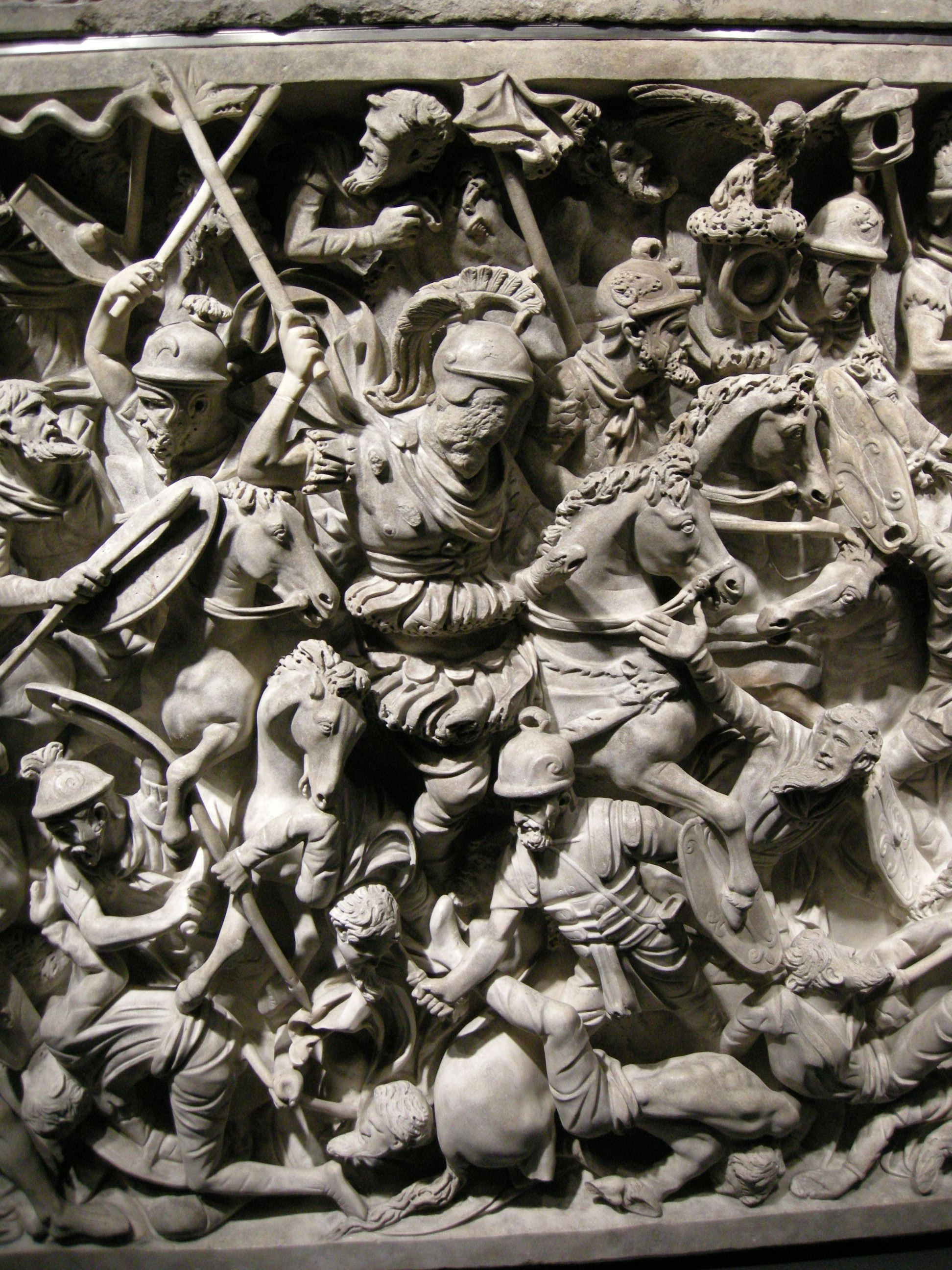
Dowódca z parazonium (pośrodku) podczas walki wręcz (fragment sceny sarkofagu z Portonaccio)

Stanowił oznakę godności (statusu) dowódców (np. trybunów) bądź panujących, będąc jako taki również atrybutem bóstw. W tym charakterze znany już Grekom i Macedończykom, od których przejęli go Rzymianie. Na polu bitwy zasadniczo nie służył dowódcom do walki, lecz (jako rodzaj buławy) do skupiania wokół siebie żołnierzy; podczas bezpośredniego starcia zamieniano go w razie konieczności na gladius. Częstokroć występuje w scenach rewersowych monet jako atrybut cesarzy oraz bóstw opiekuńczych wojsk rzymskich: Marsa, Romy i uosobienia męstwa (Virtus). Marcjalis poświęcił mu jeden z epigramów w Apophoreta (XIV, 32), gdzie wyraźnie uważa go za oznakę nominacji na trybuna.
Tę funkcję broni potwierdzają wprost lub pośrednio inne źródła pisane, głównie inskrypcje (np. CGIL II 164,33 ; 394,38). Z jednej z nich (CGIL V 384,33) czytelnie wynika, że Rzymianie mieli zapożyczyć tę broń od „Macedończyków” (tj. Greków) z hellenistycznego Wschodu, którzy wcześniej przejęli ją z kolei od Persów (miecz akinakes). Wiadomo, iż w armii rzymskiej początkowo używano parazonium nawet w celach bojowych; stopniowo jednak, od II w. p.n.e. zastępowany był krótszym i użyteczniejszym pugio.
Źródła ikonograficzne (np. płaskorzeźby z Kolumny Trajana) świadczą, że w przeciwieństwie do miecza noszono go po lewej stronie, najczęściej zatknięty za pas napierśny oficera lub na zaczepie przy pasie biodrowym (cingulum), co potwierdza wspomniany Marcjalis. Podobnie umiejscowiony jest u cesarza Augusta na przedstawieniu z pancerza jego posągu z Prima Porta. Użycie parazonium przez dowódcę w bitewnym zamęcie wymownie przedstawiono w scenie z tzw. sarkofagu z Portonaccio – widoczny we fragmencie jego środkowej części Aulus Juliusz Pompiliusz trzyma je w uniesionej ręce jako broń, lecz także jako oznakę swej godności legata legionu (legatus legionis).

## Świadectwa materialne
Egzemplarz takiego półmetrowego sztyletu znalezionego we francuskim Faou (Finistère), znajduje się w zbiorach muzeum w St. Germain (nr 11698). Przykład szczególnego egzemplarza stanowi należące do wyższego oficera pamiątkowe parazonium z czasów panowania Wespazjana, z głowicą w kształcie wilczej głowy, z inskrypcjami w grece i łacinie, kunsztownie i bogato zdobione na uchwycie scenami figuralnymi łączonymi z oblężeniem przez Rzymian palestyńskiej Gamali.
Broń tę ponadto dokumentują świadectwa ikonograficzne: m.in. brązowa statutetka Marsa z St. Germain, przede wszystkim jednak płaskorzeźby o tematyce wojskowej oraz nagrobki legionistów z II wieku n.e. – zwłaszcza oficerów (np. z Puli),  ukazujące tę broń w bogato zdobionej, okładanej metalowymi płytkami pochwie.